# Stöðvarfjörður
Stöðvarfjörður – miejscowość we wschodniej Islandii, nad fiordem o tej samej nazwie, otoczona szczytami górskimi sięgającymi 860–880 m n.p.m. Przez miejscowość biegnie drogą krajową nr 1. Wchodzi w skład gminy Fjarðabyggð, w regionie Austurland. W 2018 roku zamieszkiwało ją 184 osoby. Mieszkańcy utrzymują się z rybołówstwa i turystyki, a także z pracy w pobliskiej hucie aluminium.